# Astrapogon
Astrapogon – rodzaj morskich ryb z rodziny apogonowatych.
Występowanie: Ocean Atlantycki

## Klasyfikacja
Gatunki zaliczane do tego rodzaju:
- Astrapogon alutus
- Astrapogon puncticulatus
- Astrapogon stellatus